# Remo Freuler
Remo Marco Freuler (Ennenda, 15 aprile 1992) è un calciatore svizzero, centrocampista del Bologna e della nazionale svizzera.

## Biografia
Legato sentimentalmente a Kristina Sivcic dal 2017, si è sposato con lei il 5 luglio 2019: i due hanno un figlio di nome Romeo, nato il 13 ottobre 2021. Parla tedesco e italiano.

## Caratteristiche tecniche
Di ruolo centrocampista, Freuler può ricoprire la posizione di interno di centrocampo, mezz’ala e, all’occorrenza, di trequartista. È un giocatore che abbina una buona qualità nel fraseggio e alla quantità in fase di interdizione. Infatti garantisce una grande corsa ad alta intensità per tutta la partita, risultando efficace sia in fase di ripiegamento che negli inserimenti. È anche un centrocampista piuttosto prolifico: la maggior parte dei suoi gol viene segnata grazie ai puntuali inserimenti o al tiro dalla distanza.

## Carriera

### Club
Fa il suo esordio nella massima serie svizzera con la maglia del Grasshoppers durante la stagione 2010-2011 giocando 5 partite e segnando anche un gol. La stagione successiva inizia la stagione con il club di Zurigo, per vestire poi la maglia del Winterthur.
Nella sessione invernale di mercato della stagione 2015-2016 viene ingaggiato dall'Atalanta, con cui esordisce in Serie A il 7 febbraio 2016 in Atalanta-Empoli (0-0). Il 2 maggio 2016 mette a segno il suo primo gol nella massima serie e in maglia nerazzurra in Napoli-Atalanta (2-1), grazie a una deviazione di Albiol.
Rimane all'Atalanta anche nelle stagioni successive, nelle quali gioca regolarmente da titolare già a partire dal 2016-2017 dall'arrivo di Gian Piero Gasperini. il 18 settembre 2019 esordisce in UEFA Champions League nella sfida sul campo della Dinamo Zagabria, persa per 4-0. Il 19 febbraio 2020 segna il suo primo gol in Champions League, in occasione dell'andata degli ottavi di finale contro il Valencia (4-1). Durante il corso della stagione 2021-22, complici anche i frequenti infortuni a Rafael Tolói, viene nominato nuovo capitano dell'Atalanta, dopo il suo rinnovo con la Dea fino al 2025.
Il 14 agosto 2022 viene ufficializzato il suo passaggio al Nottingham Forest a titolo definitivo per 9 milioni di euro.
Il 1º settembre 2023 ritorna in Italia al Bologna, nell'ambito dell'operazione che ha portato ai Reds il centrocampista Nicolás Domínguez. Esordisce con i felsinei il 18 settembre nella partita in casa del Verona, pareggiata per 0-0; proprio contro gli scaligeri, nella partita di ritorno del 23 febbraio 2024, segna la sua prima rete in maglia rossoblù, fissando il punteggio sul definitivo 2-0 per la sua squadra.

### Nazionale
Gioca la sua prima partita con la Svizzera Under-21 giocata a Colonia il 22 marzo 2013 in occasione della partita amichevole contro la Germania Under-21 (partita persa per 2-1).
Debutta in nazionale maggiore il 25 marzo 2017, subentrando all'84º minuto di gioco ad Haris Seferović nella partita contro la Lettonia valevole per le qualificazioni ai Mondiali del 2018. Il 4 giugno 2018 viene inserito nella lista definitiva dei 23 convocati per i Mondiali di Russia dello stesso anno, manifestazione in cui tuttavia non viene mai impiegato.
Dopo il Mondiale, alternandosi con Denis Zakaria, trova maggiore spazio dal primo minuto. Il 26 marzo 2019 segna la sua prima rete in nazionale A nel 3-3 contro la Danimarca.
Nel maggio del 2019 ha giocato nella UEFA Nations League 2018-2019 (fase finale), dove la sua squadra si è classificata al 4º posto.
Nel maggio del 2021 viene convocato per gli europei Il 2 luglio 2021, nei quarti di finale contro la Spagna, ha contribuito all'assist per il gol del pareggio di Xherdan Shaqiri, ma è stato successivamente espulso al 77º minuto. La partita è terminata 1-1 ed è stata decisa ai rigori, con la Spagna che si è qualificata per le semifinali. E' convocato anche per il campionato del mondo 2022 in Qatar, in cui segna una rete alla Serbia il 2 dicembre nella partita del girone eliminatorio che vale la qualificazione agli ottavi di finale del torneo e per il campionato europeo del 2024, in cui apre le marcature nel successo per 2-0 contro l'Italia nella gara degli ottavi di finale del 29 giugno.

## Statistiche

### Presenze e reti nei club
Statistiche aggiornate al 25 maggio 2025.
| Stagione            | Squadra             | Campionato          | Campionato | Campionato | Coppe nazionali | Coppe nazionali | Coppe nazionali | Coppe continentali | Coppe continentali | Coppe continentali | Altre coppe | Altre coppe | Altre coppe | Totale | Totale |
| Stagione            | Squadra             | Comp                | Pres       | Reti       | Comp            | Pres            | Reti            | Comp               | Pres               | Reti               | Comp        | Pres        | Reti        | Pres   | Reti   |
| ------------------- | ------------------- | ------------------- | ---------- | ---------- | --------------- | --------------- | --------------- | ------------------ | ------------------ | ------------------ | ----------- | ----------- | ----------- | ------ | ------ |
| 2009-2010           | Winterthur II       | 2L                  | 10         | 2          | -               | -               | -               | -                  | -                  | -                  | -           | -           | -           | 10     | 2      |
| 2009-2010           | Winterthur          | CHL                 | 2          | 0          | CS              | 0               | 0               | -                  | -                  | -                  | -           | -           | -           | 2      | 0      |
| 2010-2011           | Grasshoppers II     | 1L                  | 24         | 8          | -               | -               | -               | -                  | -                  | -                  | -           | -           | -           | 24     | 8      |
| 2010-2011           | Grasshoppers        | SL                  | 5          | 1          | CS              | 2               | 1               | UEL                | 0                  | 0                  | -           | -           | -           | 7      | 2      |
| 2011-feb. 2012      | Grasshoppers        | SL                  | 7          | 0          | CS              | 2               | 1               | -                  | -                  | -                  | -           | -           | -           | 9      | 1      |
| Totale Grasshoppers | Totale Grasshoppers | Totale Grasshoppers | 12         | 1          |                 | 4               | 2               |                    | 0                  | 0                  |             | -           | -           | 16     | 3      |
| feb.-giu. 2012      | Winterthur          | CHL                 | 14         | 2          | CS              | 1               | 0               | -                  | -                  | -                  | -           | -           | -           | 15     | 2      |
| 2012-2013           | Winterthur          | CHL                 | 35         | 3          | CS              | 2               | 1               | -                  | -                  | -                  | -           | -           | -           | 36     | 4      |
| 2013-feb.2014       | Winterthur          | CHL                 | 21         | 3          | CS              | 1               | 0               | -                  | -                  | -                  | -           | -           | -           | 22     | 3      |
| Totale Winterthur   | Totale Winterthur   | Totale Winterthur   | 72         | 8          |                 | 4               | 1               |                    | -                  | -                  |             | -           | -           | 76     | 9      |
| feb.-giu. 2014      | Lucerna             | SL                  | 12         | 1          | CS              | 1               | 0               | -                  | -                  | -                  | -           | -           | -           | 13     | 1      |
| 2014-2015           | Lucerna             | SL                  | 33         | 7          | CS              | 3               | 0               | UEL                | 2                  | 0                  | -           | -           | -           | 38     | 7      |
| 2015-gen. 2016      | Lucerna             | SL                  | 18         | 1          | CS              | 4               | 0               | -                  | -                  | -                  | -           | -           | -           | 22     | 1      |
| Totale Lucerna      | Totale Lucerna      | Totale Lucerna      | 63         | 9          |                 | 8               | 0               |                    | 2                  | 0                  |             | -           | -           | 73     | 9      |
| gen.-giu. 2016      | Atalanta            | A                   | 6          | 1          | CI              | 0               | 0               | -                  | -                  | -                  | -           | -           | -           | 6      | 1      |
| 2016-2017           | Atalanta            | A                   | 33         | 5          | CI              | 2               | 0               | -                  | -                  | -                  | -           | -           | -           | 35     | 5      |
| 2017-2018           | Atalanta            | A                   | 35         | 5          | CI              | 3               | 0               | UEL                | 8                  | 1                  | -           | -           | -           | 46     | 6      |
| 2018-2019           | Atalanta            | A                   | 35         | 2          | CI              | 4               | 0               | UEL                | 5                  | 0                  | -           | -           | -           | 44     | 2      |
| 2019-2020           | Atalanta            | A                   | 31         | 2          | CI              | 1               | 0               | UCL                | 8                  | 1                  | -           | -           | -           | 40     | 3      |
| 2020-2021           | Atalanta            | A                   | 34         | 2          | CI              | 5               | 0               | UCL                | 7                  | 0                  | -           | -           | -           | 46     | 2      |
| 2021-2022           | Atalanta            | A                   | 29         | 1          | CI              | 2               | 0               | UCL+UEL            | 6+6                | 1+0                | -           | -           | -           | 43     | 2      |
| Totale Atalanta     | Totale Atalanta     | Totale Atalanta     | 203        | 18         |                 | 17              | 0               |                    | 40                 | 3                  |             | -           | -           | 260    | 21     |
| 2022-2023           | Nottingham Forest   | PL                  | 28         | 0          | FACup+CdL       | 0+5             | 0               | -                  | -                  | -                  | -           | -           | -           | 33     | 0      |
| 2023-2024           | Bologna             | A                   | 32         | 1          | CI              | 2               | 0               | -                  | -                  | -                  | -           | -           | -           | 34     | 1      |
| 2024-2025           | Bologna             | A                   | 37         | 1          | CI              | 5               | 0               | UCL                | 7                  | 0                  | -           | -           | -           | 49     | 1      |
| 2025-2026           | Bologna             | A                   | -          | -          | CI              | -               | -               | UEL                | -                  | -                  | SI          | -           | -           | -      | -      |
| Totale Bologna      | Totale Bologna      | Totale Bologna      | 69         | 2          |                 | 7               | 0               |                    | 7                  | 0                  |             | -           | -           | 83     | 2      |
| Totale carriera     | Totale carriera     | Totale carriera     | 481        | 48         |                 | 45              | 3               |                    | 49                 | 3                  |             | -           | -           | 575    | 54     |

### Cronologia presenze e reti in nazionale
| Cronologia completa delle presenze e delle reti in nazionale ― Svizzera | Cronologia completa delle presenze e delle reti in nazionale ― Svizzera | Cronologia completa delle presenze e delle reti in nazionale ― Svizzera | Cronologia completa delle presenze e delle reti in nazionale ― Svizzera | Cronologia completa delle presenze e delle reti in nazionale ― Svizzera | Cronologia completa delle presenze e delle reti in nazionale ― Svizzera | Cronologia completa delle presenze e delle reti in nazionale ― Svizzera | Cronologia completa delle presenze e delle reti in nazionale ― Svizzera |
| Data                                                                    | Città                                                                   | In casa                                                                 | Risultato                                                               | Ospiti                                                                  | Competizione                                                            | Reti                                                                    | Note                                                                    |
| ----------------------------------------------------------------------- | ----------------------------------------------------------------------- | ----------------------------------------------------------------------- | ----------------------------------------------------------------------- | ----------------------------------------------------------------------- | ----------------------------------------------------------------------- | ----------------------------------------------------------------------- | ----------------------------------------------------------------------- |
| 25-3-2017                                                               | Ginevra                                                                 | Svizzera                                                                | 1 – 0                                                                   | Lettonia                                                                | Qual. Mondiali 2018                                                     | -                                                                       | 84’                                                                     |
| 1-6-2017                                                                | Neuchâtel                                                               | Svizzera                                                                | 1 – 0                                                                   | Bielorussia                                                             | Amichevole                                                              | -                                                                       | 46’                                                                     |
| 9-6-2017                                                                | Tórshavn                                                                | Fær Øer                                                                 | 0 – 2                                                                   | Svizzera                                                                | Qual. Mondiali 2018                                                     | -                                                                       | 86’                                                                     |
| 31-8-2017                                                               | San Gallo                                                               | Svizzera                                                                | 3 – 0                                                                   | Andorra                                                                 | Qual. Mondiali 2018                                                     | -                                                                       |                                                                         |
| 7-10-2017                                                               | Basilea                                                                 | Svizzera                                                                | 5 – 2                                                                   | Ungheria                                                                | Qual. Mondiali 2018                                                     | -                                                                       |                                                                         |
| 10-10-2017                                                              | Lisbona                                                                 | Portogallo                                                              | 2 – 0                                                                   | Svizzera                                                                | Qual. Mondiali 2018                                                     | -                                                                       | 46’                                                                     |
| 12-11-2017                                                              | Basilea                                                                 | Svizzera                                                                | 0 – 0                                                                   | Irlanda del Nord                                                        | Qual. Mondiali 2018                                                     | -                                                                       | 80’                                                                     |
| 23-3-2018                                                               | Atene                                                                   | Grecia                                                                  | 0 – 1                                                                   | Svizzera                                                                | Amichevole                                                              | -                                                                       | 61’                                                                     |
| 27-3-2018                                                               | Basilea                                                                 | Svizzera                                                                | 6 – 0                                                                   | Panama                                                                  | Amichevole                                                              | -                                                                       | 47’                                                                     |
| 8-6-2018                                                                | Lugano                                                                  | Svizzera                                                                | 2 – 0                                                                   | Giappone                                                                | Amichevole                                                              | -                                                                       | 46’                                                                     |
| 11-9-2018                                                               | Leicester                                                               | Inghilterra                                                             | 1 – 0                                                                   | Svizzera                                                                | Amichevole                                                              | -                                                                       | 66’                                                                     |
| 12-10-2018                                                              | Bruxelles                                                               | Belgio                                                                  | 2 – 1                                                                   | Svizzera                                                                | UEFA Nations League 2018-2019 - 1º turno                                | -                                                                       | 87’                                                                     |
| 14-11-2018                                                              | Lugano                                                                  | Svizzera                                                                | 0 – 1                                                                   | Qatar                                                                   | Amichevole                                                              | -                                                                       | 46’                                                                     |
| 18-11-2018                                                              | Lucerna                                                                 | Svizzera                                                                | 5 – 2                                                                   | Belgio                                                                  | UEFA Nations League 2018-2019 - 1º turno                                | -                                                                       | 79’                                                                     |
| 23-3-2019                                                               | Tbilisi                                                                 | Georgia                                                                 | 0 – 2                                                                   | Svizzera                                                                | Qual. Euro 2020                                                         | -                                                                       | 89’                                                                     |
| 26-3-2019                                                               | Basilea                                                                 | Svizzera                                                                | 3 – 3                                                                   | Danimarca                                                               | Qual. Euro 2020                                                         | 1                                                                       |                                                                         |
| 5-6-2019                                                                | Porto                                                                   | Portogallo                                                              | 3 – 1                                                                   | Svizzera                                                                | UEFA Nations League 2018-2019 - Semifinale                              | -                                                                       | 89’                                                                     |
| 9-6-2019                                                                | Guimarães                                                               | Svizzera                                                                | 0 – 0 dts (5 – 6 dtr)                                                   | Inghilterra                                                             | UEFA Nations League 2018-2019 - Finale 3º posto                         | -                                                                       | [ 25 ]                                                                  |
| 5-9-2019                                                                | Dublino                                                                 | Irlanda                                                                 | 1 – 1                                                                   | Svizzera                                                                | Qual. Euro 2020                                                         | -                                                                       | 90’                                                                     |
| 12-10-2019                                                              | Copenaghen                                                              | Danimarca                                                               | 1 – 0                                                                   | Svizzera                                                                | Qual. Euro 2020                                                         | -                                                                       | 83’                                                                     |
| 15-10-2019                                                              | Lancy                                                                   | Svizzera                                                                | 2 – 0                                                                   | Irlanda                                                                 | Qual. Euro 2020                                                         | -                                                                       | 70’                                                                     |
| 7-10-2020                                                               | San Gallo                                                               | Svizzera                                                                | 1 – 2                                                                   | Croazia                                                                 | Amichevole                                                              | -                                                                       | 46’                                                                     |
| 10-10-2020                                                              | Madrid                                                                  | Spagna                                                                  | 1 – 0                                                                   | Svizzera                                                                | UEFA Nations League 2020-2021 - 1º turno                                | -                                                                       | 75’ 86’                                                                 |
| 13-10-2020                                                              | Colonia                                                                 | Germania                                                                | 3 – 3                                                                   | Svizzera                                                                | UEFA Nations League 2020-2021 - 1º turno                                | 1                                                                       | 85’                                                                     |
| 14-11-2020                                                              | Basilea                                                                 | Svizzera                                                                | 1 – 1                                                                   | Spagna                                                                  | UEFA Nations League 2020-2021 - 1º turno                                | 1                                                                       | 72’                                                                     |
| 25-3-2021                                                               | Sofia                                                                   | Bulgaria                                                                | 1 – 3                                                                   | Svizzera                                                                | Qual. Mondiali 2022                                                     | -                                                                       | 86’                                                                     |
| 28-3-2021                                                               | San Gallo                                                               | Svizzera                                                                | 1 – 0                                                                   | Lituania                                                                | Qual. Mondiali 2022                                                     | -                                                                       | 66’                                                                     |
| 30-5-2021                                                               | San Gallo                                                               | Svizzera                                                                | 2 – 1                                                                   | Stati Uniti                                                             | Amichevole                                                              | -                                                                       | 46’                                                                     |
| 3-6-2021                                                                | San Gallo                                                               | Svizzera                                                                | 7 – 0                                                                   | Liechtenstein                                                           | Amichevole                                                              | -                                                                       | 46’                                                                     |
| 12-6-2021                                                               | Baku                                                                    | Galles                                                                  | 1 – 1                                                                   | Svizzera                                                                | Euro 2020 - 1º turno                                                    | -                                                                       |                                                                         |
| 16-6-2021                                                               | Roma                                                                    | Italia                                                                  | 3 – 0                                                                   | Svizzera                                                                | Euro 2020 - 1º turno                                                    | -                                                                       | 84’                                                                     |
| 20-6-2021                                                               | Baku                                                                    | Svizzera                                                                | 3 – 1                                                                   | Turchia                                                                 | Euro 2020 - 1º turno                                                    | -                                                                       |                                                                         |
| 28-6-2021                                                               | Bucarest                                                                | Francia                                                                 | 3 – 3 dts (4 – 5 dtr)                                                   | Svizzera                                                                | Euro 2020 - Ottavi di finale                                            | -                                                                       |                                                                         |
| 2-7-2021                                                                | San Pietroburgo                                                         | Svizzera                                                                | 1 – 1 dts (1 – 3 dtr)                                                   | Spagna                                                                  | Euro 2020 - Quarti di finale                                            | -                                                                       | 77’                                                                     |
| 1-9-2021                                                                | Basilea                                                                 | Svizzera                                                                | 2 – 1                                                                   | Grecia                                                                  | Amichevole                                                              | -                                                                       |                                                                         |
| 8-9-2021                                                                | Belfast                                                                 | Irlanda del Nord                                                        | 0 – 0                                                                   | Svizzera                                                                | Qual. Mondiali 2022                                                     | -                                                                       |                                                                         |
| 9-10-2021                                                               | Lancy                                                                   | Svizzera                                                                | 2 – 0                                                                   | Irlanda del Nord                                                        | Qual. Mondiali 2022                                                     | -                                                                       |                                                                         |
| 12-10-2021                                                              | Vilnius                                                                 | Lituania                                                                | 0 – 4                                                                   | Svizzera                                                                | Qual. Mondiali 2022                                                     | -                                                                       |                                                                         |
| 12-11-2021                                                              | Roma                                                                    | Italia                                                                  | 1 – 1                                                                   | Svizzera                                                                | Qual. Mondiali 2022                                                     | -                                                                       |                                                                         |
| 15-11-2021                                                              | Lucerna                                                                 | Svizzera                                                                | 4 – 0                                                                   | Bulgaria                                                                | Qual. Mondiali 2022                                                     | 1                                                                       | 33’                                                                     |
| 26-3-2022                                                               | Londra                                                                  | Inghilterra                                                             | 2 – 1                                                                   | Svizzera                                                                | Amichevole                                                              | -                                                                       | 62’                                                                     |
| 29-3-2022                                                               | Zurigo                                                                  | Svizzera                                                                | 1 – 1                                                                   | Kosovo                                                                  | Amichevole                                                              | -                                                                       | 63’                                                                     |
| 2-6-2022                                                                | Praga                                                                   | Rep. Ceca                                                               | 2 – 1                                                                   | Svizzera                                                                | UEFA Nations League 2022-2023 - 1º turno                                | -                                                                       |                                                                         |
| 5-6-2022                                                                | Lisbona                                                                 | Portogallo                                                              | 4 – 0                                                                   | Svizzera                                                                | UEFA Nations League 2022-2023 - 1º turno                                | -                                                                       | 70’                                                                     |
| 9-6-2022                                                                | Lancy                                                                   | Svizzera                                                                | 0 – 1                                                                   | Spagna                                                                  | UEFA Nations League 2022-2023 - 1º turno                                | -                                                                       |                                                                         |
| 12-6-2022                                                               | Lancy                                                                   | Svizzera                                                                | 1 – 0                                                                   | Portogallo                                                              | UEFA Nations League 2022-2023 - 1º turno                                | -                                                                       |                                                                         |
| 24-9-2022                                                               | Saragozza                                                               | Spagna                                                                  | 1 – 2                                                                   | Svizzera                                                                | UEFA Nations League 2022-2023 - 1º turno                                | -                                                                       |                                                                         |
| 27-9-2022                                                               | San Gallo                                                               | Svizzera                                                                | 2 – 1                                                                   | Rep. Ceca                                                               | UEFA Nations League 2022-2023 - 1º turno                                | 1                                                                       | 90+3’                                                                   |
| 17-11-2022                                                              | Abu Dhabi                                                               | Ghana                                                                   | 2 – 0                                                                   | Svizzera                                                                | Amichevole                                                              | -                                                                       | 46’                                                                     |
| 24-11-2022                                                              | Al Wakrah                                                               | Svizzera                                                                | 1 – 0                                                                   | Camerun                                                                 | Mondiali 2022 - 1º turno                                                | -                                                                       |                                                                         |
| 28-11-2022                                                              | Doha                                                                    | Brasile                                                                 | 1 – 0                                                                   | Svizzera                                                                | Mondiali 2022 - 1º turno                                                | -                                                                       |                                                                         |
| 2-12-2022                                                               | Doha                                                                    | Serbia                                                                  | 2 – 3                                                                   | Svizzera                                                                | Mondiali 2022 - 1º turno                                                | 1                                                                       |                                                                         |
| 6-12-2022                                                               | Lusail                                                                  | Portogallo                                                              | 6 – 1                                                                   | Svizzera                                                                | Mondiali 2022 - Ottavi di finale                                        | -                                                                       | 54’                                                                     |
| 25-3-2023                                                               | Novi Sad                                                                | Bielorussia                                                             | 0 – 5                                                                   | Svizzera                                                                | Qual. Euro 2024                                                         | -                                                                       |                                                                         |
| 28-3-2023                                                               | Lancy                                                                   | Svizzera                                                                | 3 – 0                                                                   | Israele                                                                 | Qual. Euro 2024                                                         | -                                                                       |                                                                         |
| 16-6-2023                                                               | Andorra la Vella                                                        | Andorra                                                                 | 1 – 2                                                                   | Svizzera                                                                | Qual. Euro 2024                                                         | 1                                                                       |                                                                         |
| 19-6-2023                                                               | Lucerna                                                                 | Svizzera                                                                | 2 – 2                                                                   | Romania                                                                 | Qual. Euro 2024                                                         | -                                                                       |                                                                         |
| 9-9-2023                                                                | Pristina                                                                | Kosovo                                                                  | 2 – 2                                                                   | Svizzera                                                                | Qual. Euro 2024                                                         | 1                                                                       | 84’                                                                     |
| 12-9-2023                                                               | Sion                                                                    | Svizzera                                                                | 3 – 0                                                                   | Andorra                                                                 | Qual. Euro 2024                                                         | -                                                                       | 22’ 66’                                                                 |
| 15-10-2023                                                              | San Gallo                                                               | Svizzera                                                                | 3 – 3                                                                   | Bielorussia                                                             | Qual. Euro 2024                                                         | -                                                                       |                                                                         |
| 15-11-2023                                                              | Felcsút                                                                 | Israele                                                                 | 1 – 1                                                                   | Svizzera                                                                | Qual. Euro 2024                                                         | -                                                                       |                                                                         |
| 18-11-2023                                                              | Basilea                                                                 | Svizzera                                                                | 1 – 1                                                                   | Kosovo                                                                  | Qual. Euro 2024                                                         | -                                                                       | 66’                                                                     |
| 21-11-2023                                                              | Bucarest                                                                | Romania                                                                 | 1 – 0                                                                   | Svizzera                                                                | Qual. Euro 2024                                                         | -                                                                       | 84’                                                                     |
| 23-3-2024                                                               | Copenaghen                                                              | Danimarca                                                               | 0 – 0                                                                   | Svizzera                                                                | Amichevole                                                              | -                                                                       |                                                                         |
| 26-3-2024                                                               | Dublino                                                                 | Irlanda                                                                 | 0 – 1                                                                   | Svizzera                                                                | Amichevole                                                              | -                                                                       | 46’                                                                     |
| 4-6-2024                                                                | Lucerna                                                                 | Svizzera                                                                | 4 – 0                                                                   | Estonia                                                                 | Amichevole                                                              | -                                                                       | 46’                                                                     |
| 8-6-2024                                                                | San Gallo                                                               | Svizzera                                                                | 1 – 1                                                                   | Austria                                                                 | Amichevole                                                              | -                                                                       |                                                                         |
| 15-6-2024                                                               | Colonia                                                                 | Ungheria                                                                | 1 – 3                                                                   | Svizzera                                                                | Euro 2024 - 1º turno                                                    | -                                                                       | 59’ 86’                                                                 |
| 19-6-2024                                                               | Colonia                                                                 | Scozia                                                                  | 1 – 1                                                                   | Svizzera                                                                | Euro 2024 - 1º turno                                                    | -                                                                       | 75’                                                                     |
| 23-6-2024                                                               | Francoforte sul Meno                                                    | Svizzera                                                                | 1 – 1                                                                   | Germania                                                                | Euro 2024 - 1º turno                                                    | -                                                                       |                                                                         |
| 29-6-2024                                                               | Berlino                                                                 | Svizzera                                                                | 2 – 0                                                                   | Italia                                                                  | Euro 2024 - Ottavi di finale                                            | 1                                                                       |                                                                         |
| 6-7-2024                                                                | Düsseldorf                                                              | Inghilterra                                                             | 1 – 1 dts (5 - 3 dtr)                                                   | Svizzera                                                                | Euro 2024 - Quarti di finale                                            | -                                                                       | 118’                                                                    |
| 5-9-2024                                                                | Copenaghen                                                              | Danimarca                                                               | 2 – 0                                                                   | Svizzera                                                                | UEFA Nations League 2024-2025 - 1º turno                                | -                                                                       |                                                                         |
| 8-9-2024                                                                | Ginevra                                                                 | Svizzera                                                                | 1 – 4                                                                   | Spagna                                                                  | UEFA Nations League 2024-2025 - 1º turno                                | -                                                                       | 52’                                                                     |
| 12-10-2024                                                              | Leskovac                                                                | Serbia                                                                  | 2 – 0                                                                   | Svizzera                                                                | UEFA Nations League 2024-2025 - 1º turno                                | -                                                                       |                                                                         |
| 15-10-2024                                                              | San Gallo                                                               | Svizzera                                                                | 2 – 2                                                                   | Danimarca                                                               | UEFA Nations League 2024-2025 - 1º turno                                | 1                                                                       | 81’                                                                     |
| 15-11-2024                                                              | Zurigo                                                                  | Svizzera                                                                | 1 – 1                                                                   | Serbia                                                                  | UEFA Nations League 2024-2025 - 1º turno                                | -                                                                       |                                                                         |
| 18-11-2024                                                              | Santa Cruz de Tenerife                                                  | Spagna                                                                  | 3 – 2                                                                   | Svizzera                                                                | UEFA Nations League 2024-2025 - 1º turno                                | -                                                                       |                                                                         |
| 7-6-2025                                                                | Salt Lake City                                                          | Messico                                                                 | 2 – 4                                                                   | Svizzera                                                                | Amichevole                                                              | -                                                                       |                                                                         |
| 10-6-2025                                                               | Nashville                                                               | Stati Uniti                                                             | 0 – 4                                                                   | Svizzera                                                                | Amichevole                                                              | -                                                                       | 84’                                                                     |
| Totale                                                                  |                                                                         | Presenze                                                                | 80                                                                      |                                                                         | Reti                                                                    | 10                                                                      |                                                                         |

## Palmarès

### Club
- Coppa Italia: 1

Bologna: 2024-2025